# Konwent A
Konwent A – polski zespół punkrockowy. Nazwa pochodzi od wolnościowej i antykomunistycznej rady Konwent Organizacji A utworzonej przez Józefa Piłsudskiego (komunistyczna cenzura zabroniła w publikacjach dodawać do nazwy zespołu literę „A”).

## Historia

### 1983–1987
Powstał w 1983 w Gdańsku, założony przez: wokalistę/gitarzystę Roberta „Parocza” Paczkowskiego, basistę Waldemara „Waldiego” Maja i perkusistę Jarosława „Pierzaka” Kowalskiego. Kilka miesięcy później do grupy dołączyli Krzysztof Jajczyk grający na instrumentach klawiszowych oraz wokalista Jacek Szymański. W tym składzie muzycy zadebiutowali w styczniu 1984 w jednym z gdańskich klubów. Latem tego samego roku Jajczyk odszedł z zespołu. Grupa koncertowała w tym czasie u boku m.in. Dzieci Kapitana Klossa. W listopadzie Szymańskiego zastąpił Maciek Polakiewicz. W tym okresie do zespołu dołączyła również wokalistka Żaneta Mikulska. Po odejściu Polakiewicza Konwent A stał się jednym z pierwszych polskich zespołów punkrockowych z żeńskim wokalem.
W lutym 1986 muzycy wzięli udział w gdyńskim festiwalu „Nowa Scena”, grając tam u boku takich grup jak: Moskwa, Piersi czy Bielizna Goeringa. Ten występ rozsławił zespół poza Trójmiastem. W następnych miesiącach Konwent A występował m.in. w Szczecinie, a także na południu Polski u boku zespołu Armia (Katowice, Gliwice). W tym czasie wzrosła popularność grupy. Artykuły o niej ukazały się w kilku fanzinach, a zachodnioniemiecki magazyn „Stern” zamieścił w jednym ze swoich numerów wywiad z muzykami.
2 sierpnia Konwent A wystąpił na FMR Jarocin. Pod koniec lata pojawił się ponownie na gdyńskiej „Nowej Scenie”, gdzie muzycy po raz pierwszy mieli poważny problem z cenzurą. Cenzorzy zagrozili im sądem i wysokimi grzywnami (chodziło o tekst piosenki „Proszę księdza”). Skończyło się na tym, że grupa nie dostała pieniędzy za występ.
Jesienią zespół zarejestrował w studiu Polskiego Radia Gdańsk cztery utwory: „Knajpa”, „Wśród nocnej ciszy” (punkrockowa wersja bożonarodzeniowej kolędy), „Kim jest?” oraz „Proszę księdza”. Piosenka „Kim jest?” ukazała się w 1988 na poltonowskiej składance Fala II (nazwa zespołu figuruje tam jako Konwent). Pozostałe utwory do dziś nie ujrzały światła dziennego. Na początku 1987 o Paczkowskiego, Maja i Kowalskiego upomniała się armia. Ostatni występ w tym składzie Konwent A zagrał w Gdyni u boku zespołów: Unrra i The Ex (z Holandii).
Już bez Maja i Kowalskiego w składzie Paczkowski (który odbywał służbę zastępczą) z Mikulską zdecydowali się działać dalej, grając jednak inną niż dotychczas muzykę. Jesienią tego samego roku w składzie uzupełnionym dwoma innymi muzykami zagrali fatalnie przyjęty koncert, po którym ogłosili koniec zespołu. Niewiele później wokalistka wyemigrowała do Holandii.

### 2012−2013
W październiku 2012 Mikulska, Paczkowski oraz Andrzej Szreder (gitara) i Jared Smith (perkusja) nagrali materiał w jednym z londyńskich studiów, który został wydany w grudniu 2013 na albumie Czerwień i biel.
Konwent A jest zaliczany do kręgu Gdańskiej Sceny Alternatywnej.

## Muzycy
- Robert „Parocz” Paczkowski – śpiew, gitara, gitara basowa (1983–1987;2012)
- Żaneta Mikulska – śpiew (1984–1987;2012)
- Andrzej Szreder – gitara (2012)
- Jared Smith – perkusja (2012)
- Waldemar „Waldi” Maj – gitara basowa (1983–1987)
- Jarosław „Pierzak” Kowalski – perkusja (1983–1987)
- Krzysztof Jajczyk – instr. klawiszowe (1983–1984)
- Jacek Szymański – śpiew (1984)
- Maciej Polakiewicz – śpiew (1984)

## Dyskografia

### Albumy studyjne
- Czerwień i biel (2013)

### Kompilacje różnych wykonawców
- Fala II (1988) – utwór: „Kim jest?"